# Economic Times Awards
The Economic Times Awards for Corporate Excellence (också känt som ET Awards) är utmärkelser som den indiska dagstidningen The Economic Times årligen ger till företag, företagsledare och entreprenörer i Indien. 

## ET Awards 1998
- Årets företag: Infosys [1]

## ET Awards 2002
- Årets ledare: Arun Shourie, Union Minister for Disinvestment [2]
- Årets affärskvinna: Lijjat Papad [2]
- Årets entreprenör: Jerry Rao of Mphasis BFL[2]
- Årets företag: Hero Honda[2]
- Årets "nykomling" (företag): Balaji Telefilms[2]
- Utmärkelse för lång framstående verksamhet: M S Swaminathan, "fader" till Green Revolution & F C Kohli, liksom till indisk software-industri[2]
- "Corporate Citizen of the Year": Aditya Vikram Birla Group[2]

## ET Awards 2006
- Årets affärskvinna: Mallika Srinivasan, Tractors and Farm Equipment (TAFE) [3]
- Årets entreprenör: H K Mittal, Mercator Lines [3]
- Årets globala indier: Indra Nooyi, Pepsi[3]
- Årets reformerare av näringslivet: P Chidambaram[3]
- Policy Change Agent of the year: Montek Singh Ahluwalia, Planning Commission[3]
- Årets företag: Tata Consultancy Services[3]
- Årets "nykomling" (företag): Amtek Auto[3]
- Utmärkelse för lång framstående verksamhet: N Vaghul, ICICI Bank[3]
- "Corporate Citizen of the Year": Azim Premji Foundation[3]

## ET Awards 2008
- Årets ledare: A M Naik, L&T
- Årets affärskvinna: Shikha Sharma, ICICI Prudential
- Årets entreprenör: Dilip Sanghavi, Sun Pharmaceuticals
- Årets globala indier: Arun Sarin, Vodafone Group
- Årets reformerare av näringslivet: Kamal Nath, Union Commerce and Industry Minister
- Policy Change Agent of the year: E Sreedharan, Delhi Metro Rail Corporation
- Årets företag: Tata Steel
- Årets "nykomling" (företag): Welspun Gujarat Stahl Rohren
- Utmärkelse för lång framstående verksamhet: Ashok Ganguly, former Chairman, HLL
- "Corporate Citizen of the year": Dr Reddy's Foundation

## ET Awards 2009
- Årets ledare: Anand Mahindra, Mahindra Group [4]
- Årets affärskvinna: Vinita Bali, Britannia Industries [4]
- Årets entreprenör: GVK Reddy, GVK Group [4]
- Årets globala indier: Ram Charan, management guru and thinker [4]
- Årets reformerare av näringslivet: Nitish Kumar, Chief Minister of Bihar state [4]
- Policy Change Agent of the year: Jean Dreze, National Rural Employment Guarantee Scheme [4]
- Årets företag: Hero Honda [4]
- Årets "nykomling" (företag): Idea Cellular [4]
- Utmärkelse för lång framstående verksamhet: Keshub Mahindra, Mahindra Group [4]
- Corporate Citizen of the year: The Energy and Resources Institute (TERI) [4]

## ET Awards 2010
- Årets ledare: Aditya Puri, HDFC Bank [5]
- Årets affärskvinna: Zia Mody, AZB Partners [5]
- Årets entreprenör: Narendra Murkumbi, Renuka Sugars [5]
- Årets globala indier: Nitin Nohria, Dean, Harvard Business School [5]
- Årets reformerare av näringslivet: Kapil Sibal, minister of human resources development [5]
- Policy Change Agent of the year: Aruna Roy och Arvind Kejriwal,  — grundare av Parivartan [5]
- Årets företag: Larsen & Toubro [5]
- Årets "nykomling" (företag): Cadila Healthcare [5]
- Utmärkelse för lång framstående verksamhet: RC Bhargava, the non-executive chairman of Maruti Suzuki [5]